# Kenneth Igboke
Kenneth Igboke (Benin City, 27 luglio 2005) è un calciatore nigeriano, difensore dell'Enugu Rangers e della nazionale nigeriana.

## Caratteristiche tecniche
Ricopre il ruolo di terzino sinistro.

## Carriera

### Club
Igboke è cresciuto nel settore giovanile dell'Enugu Rangers, con cui ha debuttato il 29 gennaio 2023 nell'incontro di Professional Football League pareggiato 0-0 contro il Niger Tornadoes.

### Nazionale
Nel maggio del 2024 ha ricevuto la prima convocazione con la nazionale nigeriana in sostituzione dell'infortunato Victor Osimhen in vista degli incontri di qualificazione per il campionato mondiale 2026 contro Ghana e Benin.

## Statistiche

### Presenze e reti nei club
Statistiche aggiornate al 7 giugno 2024.
| Stagione        | Squadra         | Campionato      | Campionato | Campionato | Coppe nazionali | Coppe nazionali | Coppe nazionali | Coppe continentali | Coppe continentali | Coppe continentali | Altre coppe | Altre coppe | Altre coppe | Totale | Totale | Totale |
| Stagione        | Squadra         | Comp            | Pres       | Reti       | Comp            | Pres            | Reti            | Comp               | Pres               | Reti               | Comp        | Pres        | Reti        | Pres   | Reti   |        |
| --------------- | --------------- | --------------- | ---------- | ---------- | --------------- | --------------- | --------------- | ------------------ | ------------------ | ------------------ | ----------- | ----------- | ----------- | ------ | ------ | ------ |
| 2023            | Enugu Rangers   | PFL             | 15         | 1          |                 | -               | -               |                    | -                  | -                  |             | -           | -           | 15     | 1      |        |
| 2024            | Enugu Rangers   | PFL             | 20         | 2          |                 | -               | -               |                    | -                  | -                  |             | -           | -           | 20     | 2      |        |
| Totale carriera | Totale carriera | Totale carriera | 35         | 3          |                 | -               | -               |                    | -                  | -                  |             | -           | -           | 35     | 3      |        |